# Company of Heroes: Tales of Valor
Company of Heroes: Tales of Valor är ett strategispel i Company of Heroes-serien som är utvecklat av Relic Entertainment. Spelet släpptes i april 2009. Tales of Valor är ett självständigt expansionpaket och därmed det andra till Company of Heroes.
Spelet innehåller tre nya kampanjer till amerikanarna, britterna och tyskarna.
Bland nyheterna nämns "Direct-fire" och nya enheter.